# Lešany, Prostějov
Lešany là một làng thuộc huyện Prostějov, vùng Olomoucký, Cộng hòa Séc.